# زاون هاکوپیان
زاون هاکوپیان (به ارمنی: Զաւէն Յակոբեան) موسیقی‌دان و نویسنده ارمنی‌تبار اهل ایران که از سال ۱۹۷۴ (۱۳۵۳) تا سال ۱۹۷۷ (۱۳۵۶) سمت معاون وزیر فرهنگ و هنر ایران بوده است؛ و هم اینک در فرانسه زندگی می‌کند.

## زندگی‌نامه
در سال ۱۹۲۸ میلادی (۱۳۰۷ خورشیدی) در تبریز به دنیا آمد تحصیلات خود را در دبیرستان مسعود سعد تبریز و دبیرستان البرز تهران، هنرستان عالی موسیقی دانشسرای عالی ادبیات، انستیتو هنر و باستان‌شناسی دانشگاه سوربن پاریس، دانشکده ادبیات دانشگاه استراسبورگ فرانسه، دانشسرای موسیقی پاریس، کنسرواتوار دولتی علی پاریس به پایان رسانید و به اخذ دکتری ادبیات دانشگاه استراسبورگ با درجه عالی دیپلم و مدال از کنسرواتوار عالی پاریس و شهادتنامه از انستیتو هنر و باستان‌شناسی سوربن نایل آمده است. وی در فرانسه سکونت دارد
وی مشاغل و سمت‌های زیر را عهده‌دار بوده است:
- رئیس اداره روابط بین‌المللی و انتشارات هنرهای زیبا
- مدیر مجله موسیقی
- استاد هنرستان عالی موسیقی و دبیرکل کمیته ملی موسیقی وابسته به یونسکو
- عضو انجمن ایرانی فلسفه و علوم انسانی وابسته به یونسکو
- عضو هیئت رئیسه انجمن بین‌المللی آموزش هنری
- نایب رئیس کانونِ فیلم و انجمن هنری جوانان

زاون هاکوپیان در سال ۱۹۵۸ (۱۳۳۷) با فرخ غفاری و حسنعلی منصور «کانون فیلم ایران» را بنیان گذاشت وی در طی خدمات اداری اش در برگزاری کنگره بین‌المللی موسیقی ایران ۱۹۶۰ (۱۳۳۹) و دوسالانه بزرگ نقاشی ۶۱–۱۹۶۰ (۴۱–۱۳۳۹) و توسعه مرتب نمایشگاه‌هایی از آثار هنرمندان ایرانی در داخل و خارج و گسترش روابط مختلف هنری با کشورهای خارجی و شرکت در چندین کنگره هنری بین‌المللی به عنوان نماینده ایران و ایراد سخنرانی و انتخاب هیئت‌های رئیسه کنگره‌های مزبور و بهبود امور هنرجویانی که برای ادامه و تکمیل تحصیلات به خارج عزیمت کرده و همچنین تألیف و تهیه مقاله‌های تحقیقی و هنری در مطبوعات ایران و انتشار مداوم مجله موسیقی و نشریه‌های هنری هنرهای زیبا همکاری و فعالیت داشته است.

## تالیفات
از جمله تألیفات وی می‌توان به «رساله‌ای در احوال و آثار شوپن»، «داستان مصور موسیقی مغرب زمین»، «شیوه باروک در موسیقی و هنرهای پلاستیک» (رساله دکتری فرانسه)، «استاتیک تروبادورها»، «شناخت مبانی استاتیک موسیقی غربی»، «سازشناسی» و بسیاری مقالات تحقیقی نام برد